# چشم‌آبی پوپوندتا
چشم‌آبی پوپوندتا (نام علمی: Pseudomugil connieae) نام یک گونه از سرده ماهی‌های چشم‌آبی است.